# Operazione San Gennaro
Operazione San Gennaro és una pel·lícula alemanoitaliana que va sortí el 1966. Està dirigida pel director Dino Risi. Va quedar en segon lloc al 5è Festival Internacional de Cinema de Moscou.